# 玉依御前
玉依御前（たまよりごぜん、生年不明 - 835年（承和2年））は、奈良時代から平安時代の女性。佐伯田公の正室。空海の生母。なお、空海は次男で、長男に佐伯鈴伎麻呂がいる。
名は「阿古屋（あこや）御前」との説もあるが、正確なところは不詳。生誕年も同様に不明で、没年も曼荼羅寺の縁起の「空海が唐から帰朝した翌年の大同2年（807年）に当寺で亡き母の菩提を弔った」という記述や、他にも承和2年（835年）2月5日に亡くなったなど、諸説ある。

## 生涯
一説では玉依御前は、阿刀宿禰（あとのすくね）の娘で、兄弟には伊予親王の侍講を務めた阿刀大足（あとのおおたり）がいた有力な家系であった。実家は善通寺から少し離れた場所にある仏母院がある位置にあったとされ、近くにあった熊手八幡宮に祈願し空海を懐妊したと伝えられている。
仏母院は八幡山三角寺仏母院と云い、実家のあった御住屋敷（みすみやしき）に、空海が唐から帰国して三角寺を建立し、熊手八幡宮の別当寺になったと云われている。空海のヘソの緒を納めた胞衣塚（えなづか）や空海が幼少のおり作った泥仏が現存している。
玉依御前が空海を産んだ他の場所の説として、仏母院から西へ約2kmの海岸寺御影堂の前に産井があって、ここだという説がある。また、善通寺御影堂の横にも産井があり、ここだという説がある。また、学術的には阿刀氏の一族は摂津や河内などの畿内に居住していたとされ、空海は畿内で生まれ育ったという説もある。

玉依御前像
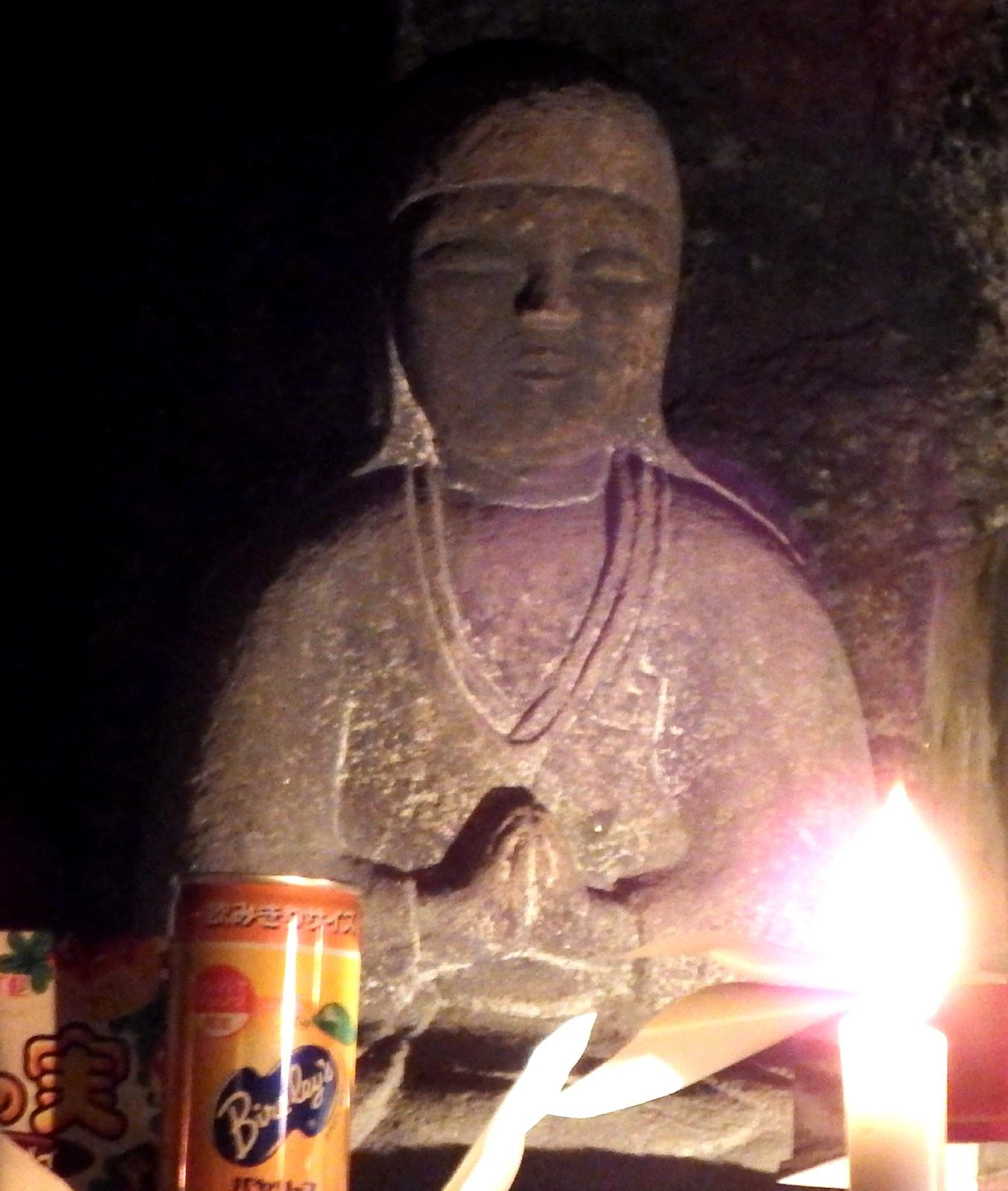
弥谷寺の獅子之岩屋
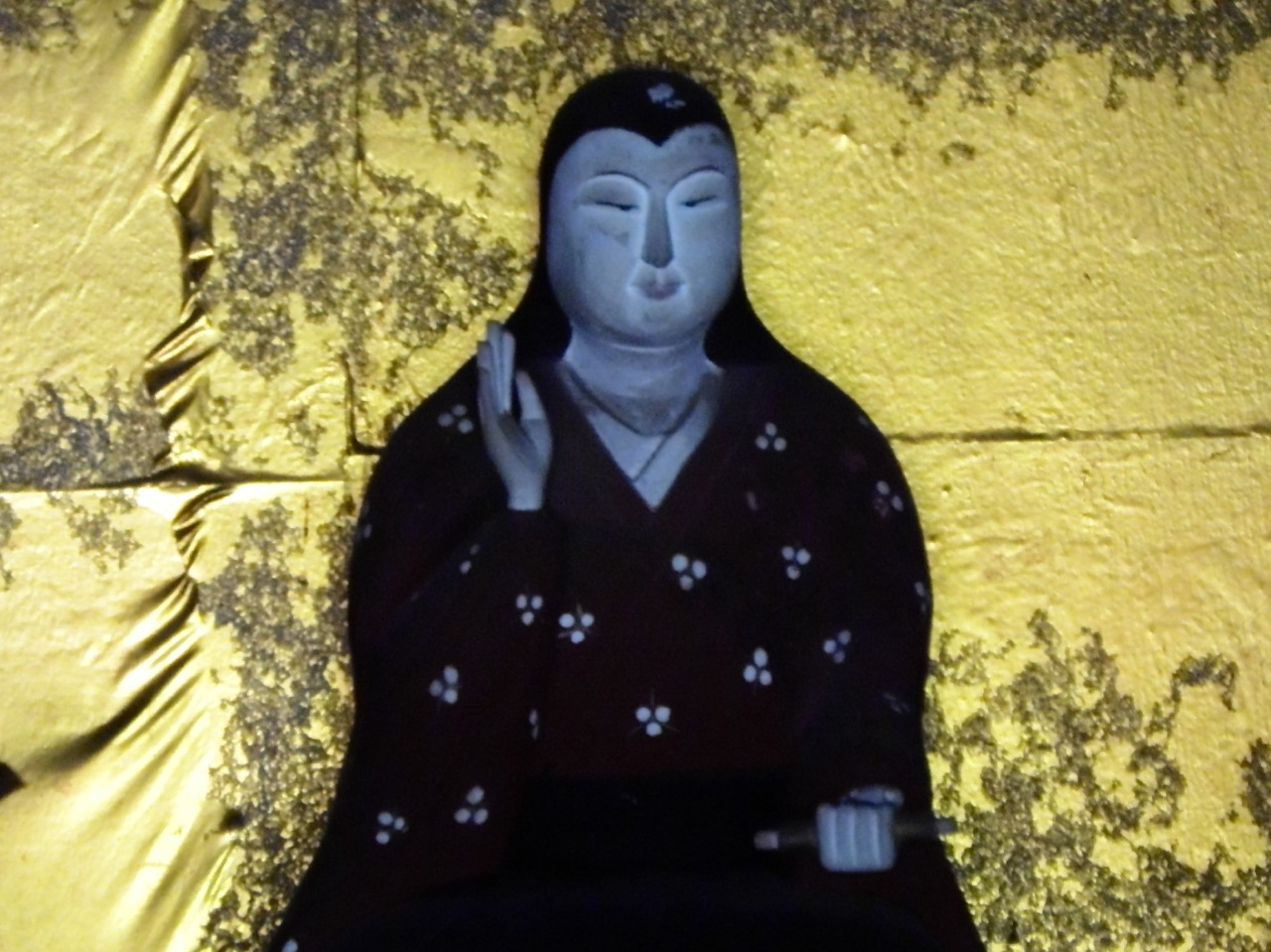
仏母院の母公堂
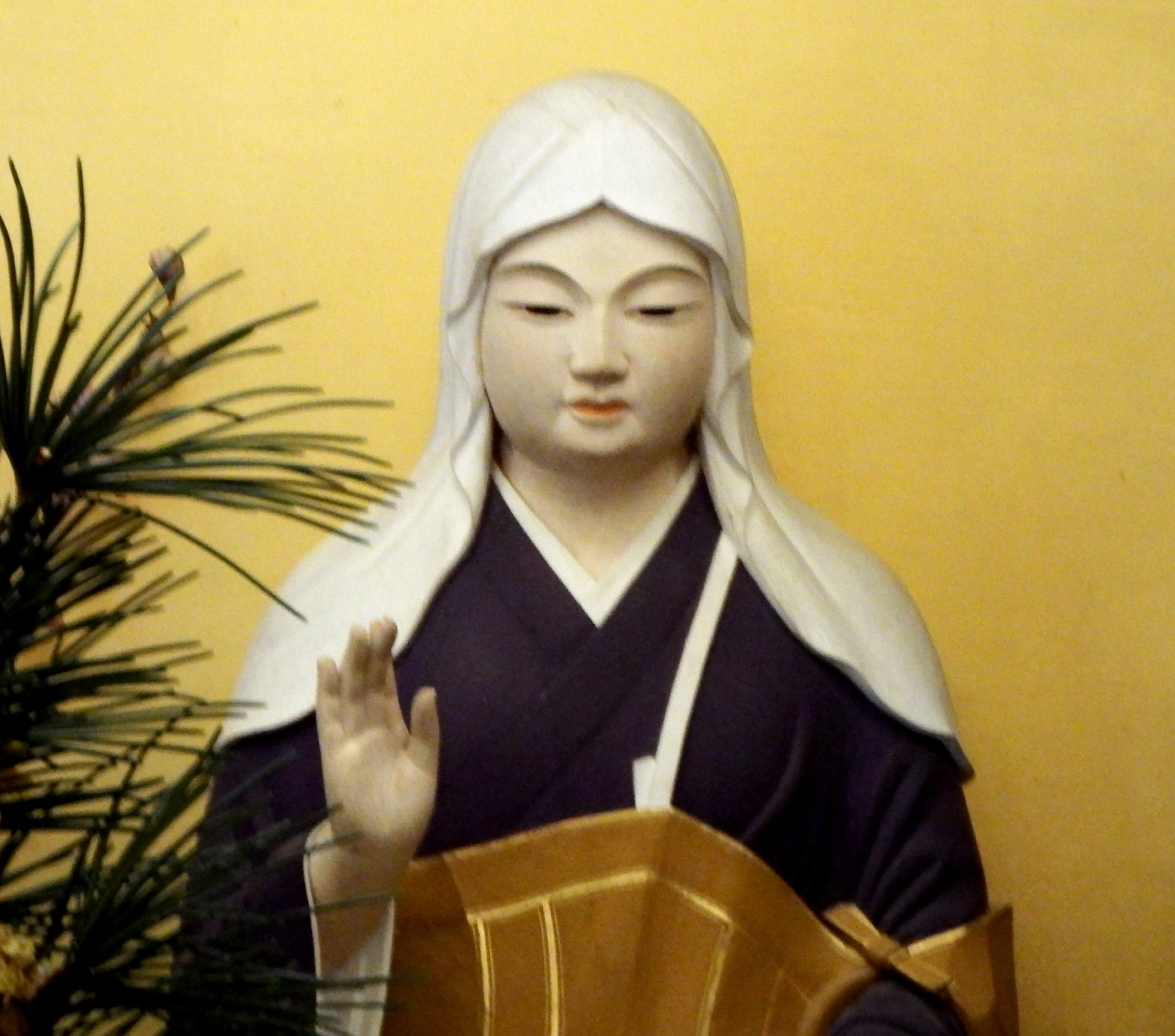
慈尊院の拝堂
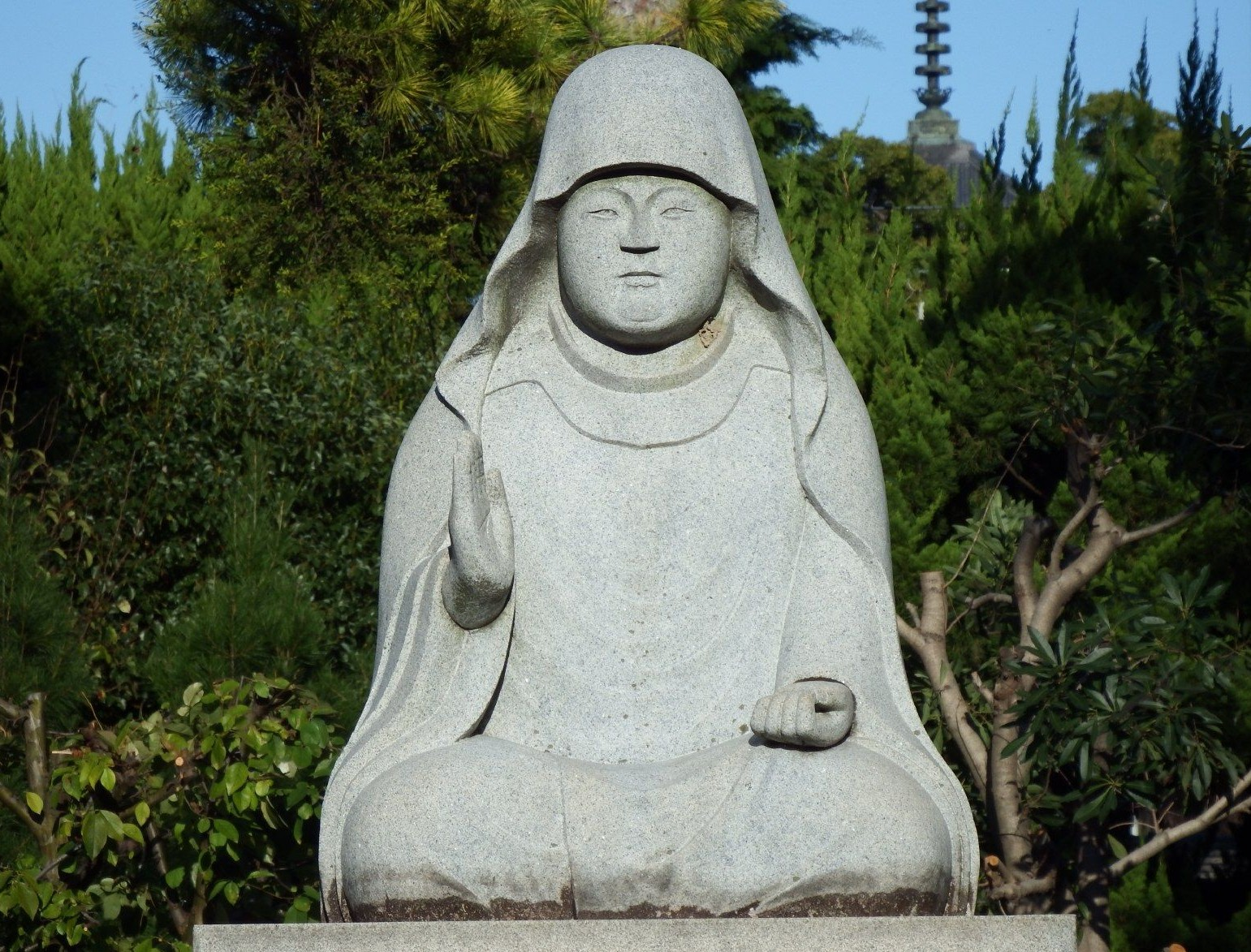
善通寺御影堂の前
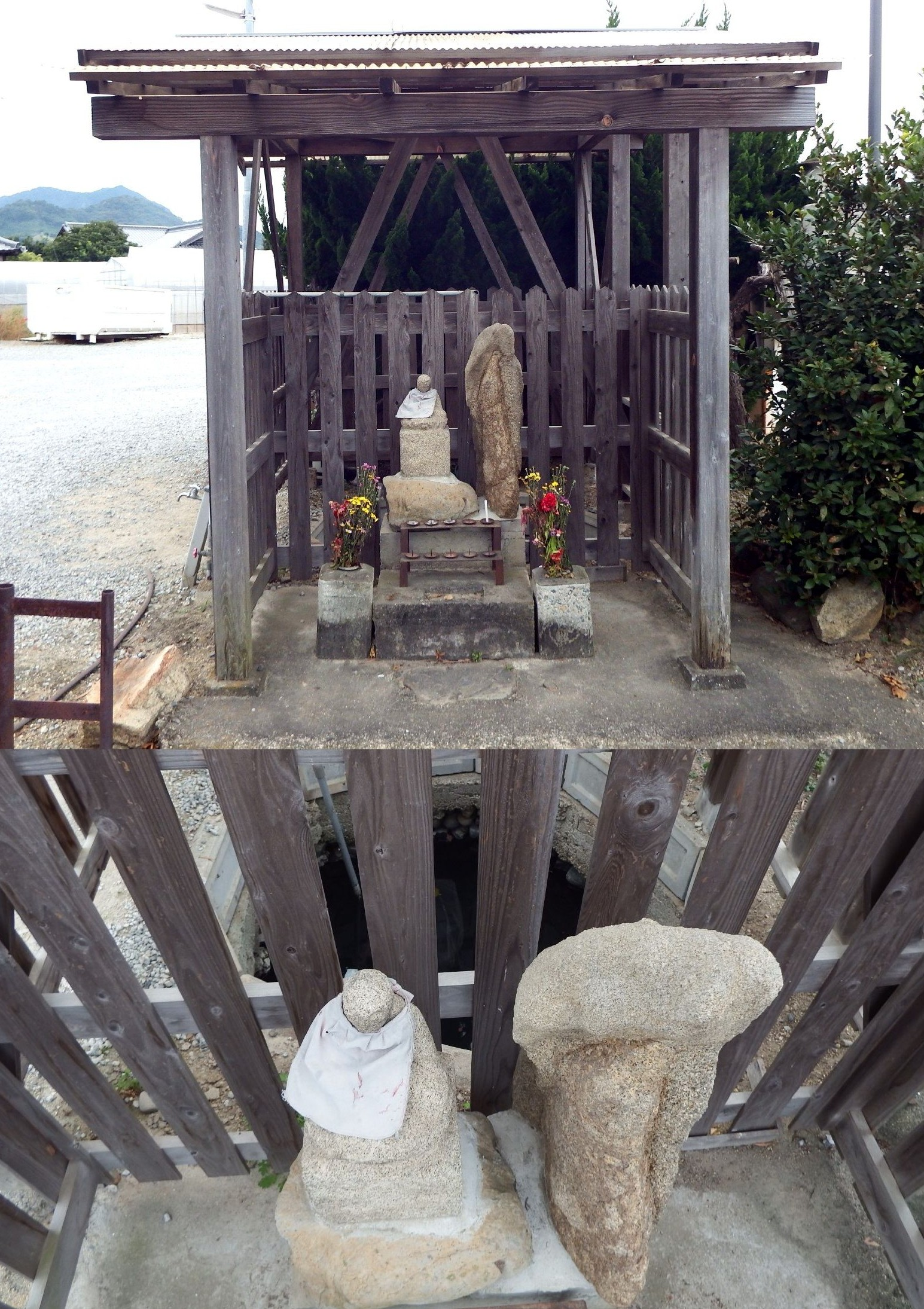
仏母院の産井
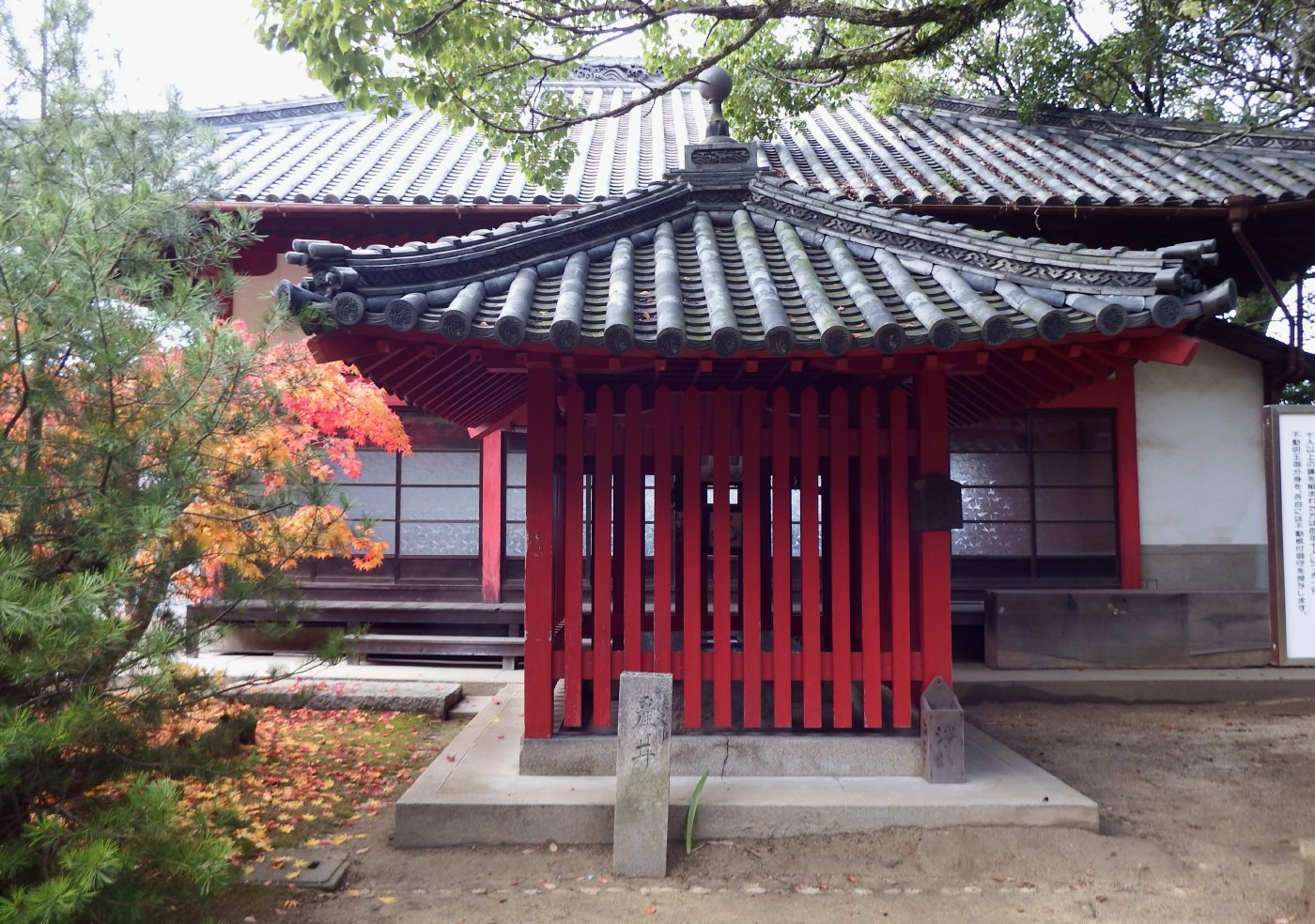
海岸寺の産井
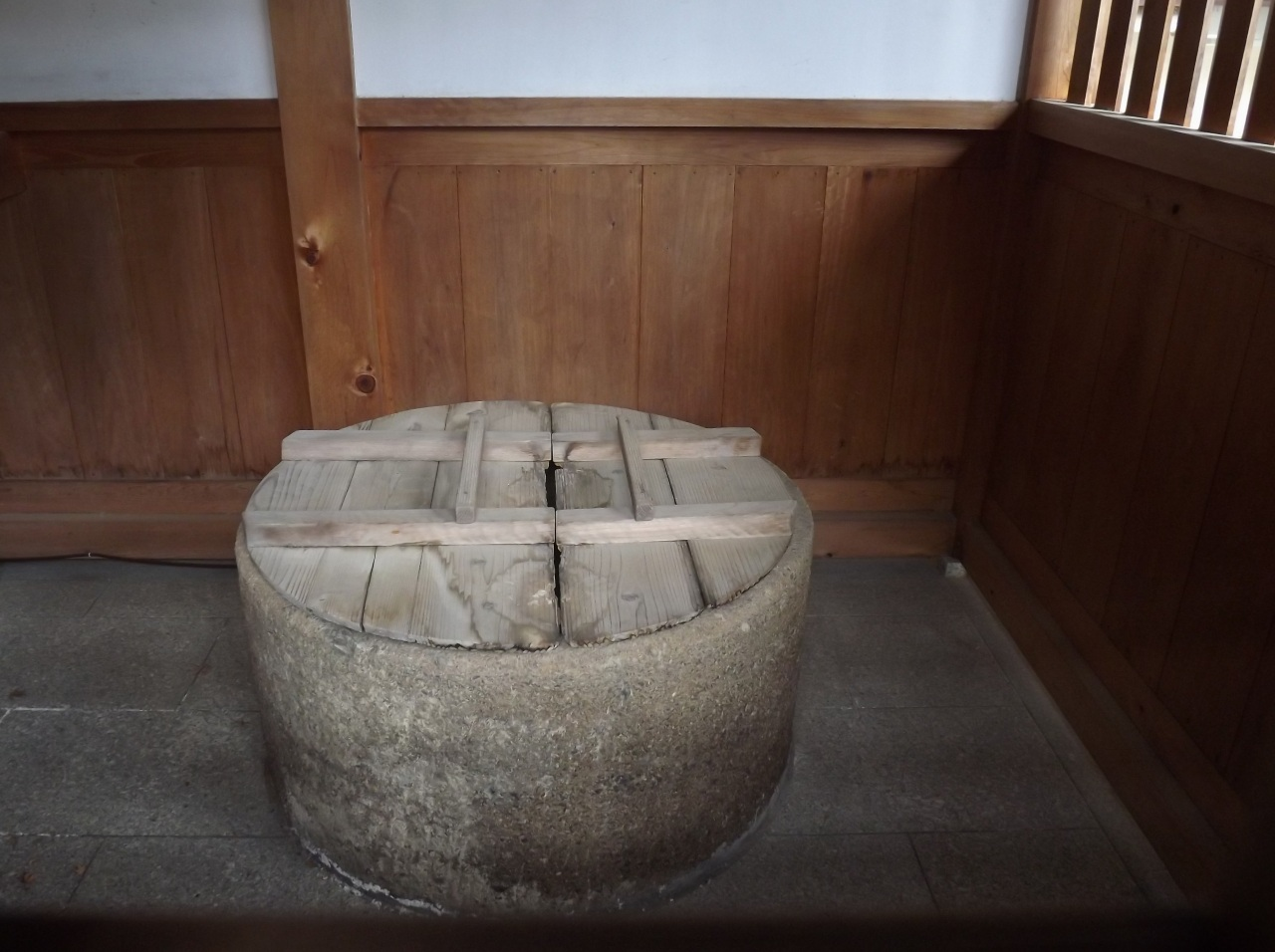
善通寺の産井